# خوليو رودريغيز (مصور)
خوليو رودريغيز (بالإسبانية: Julio Rodríguez)‏ هو مصور مكسيكي، ولد في 27 يونيو 1956 في سيوداد أوبريجون في المكسيك.

## معرض صور

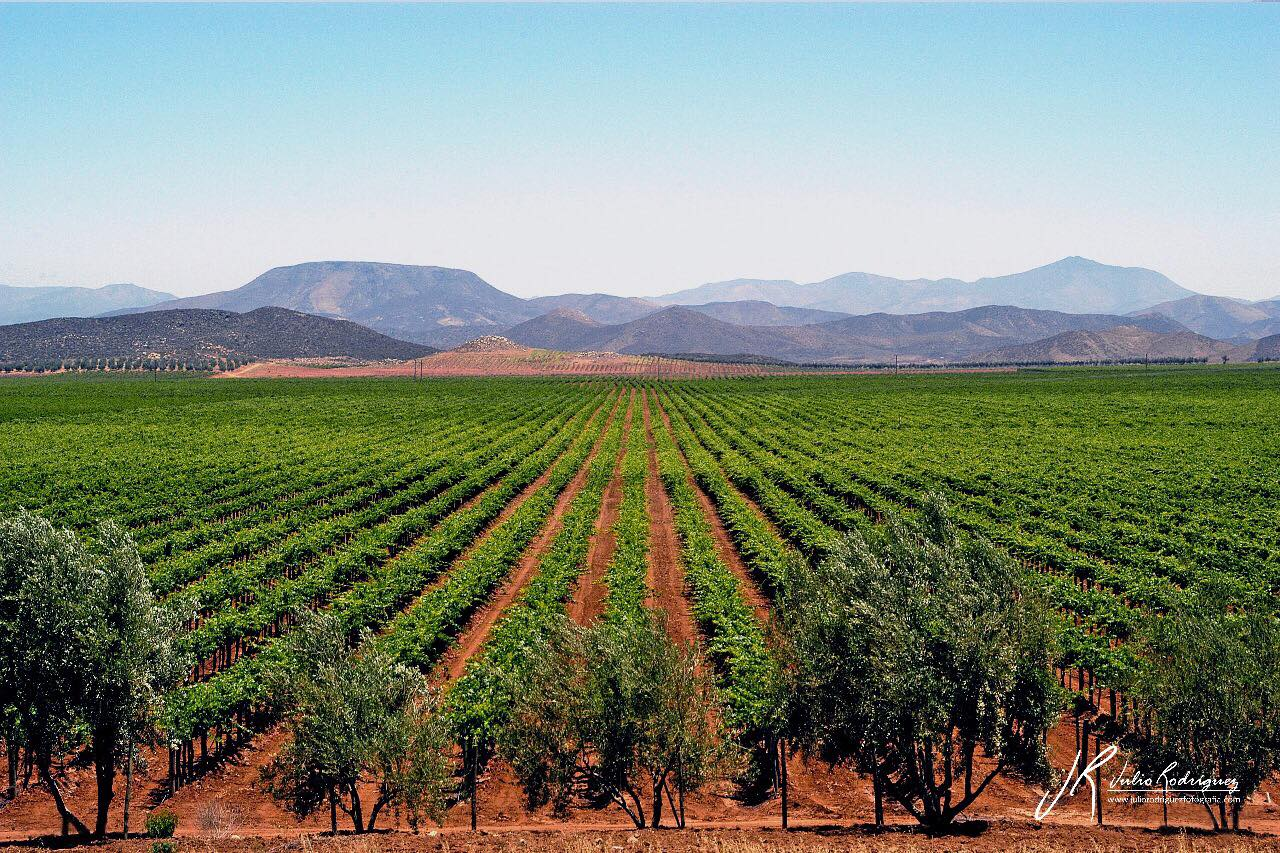
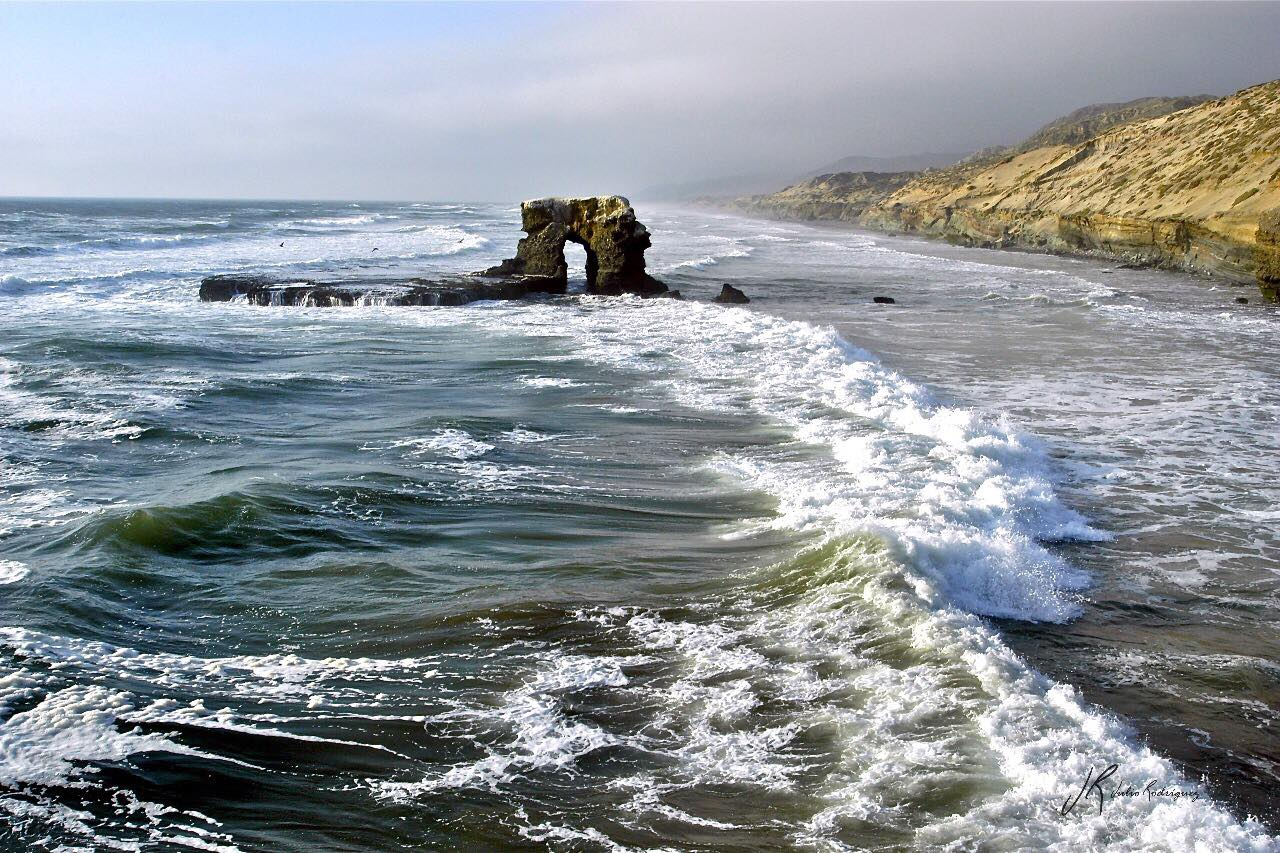
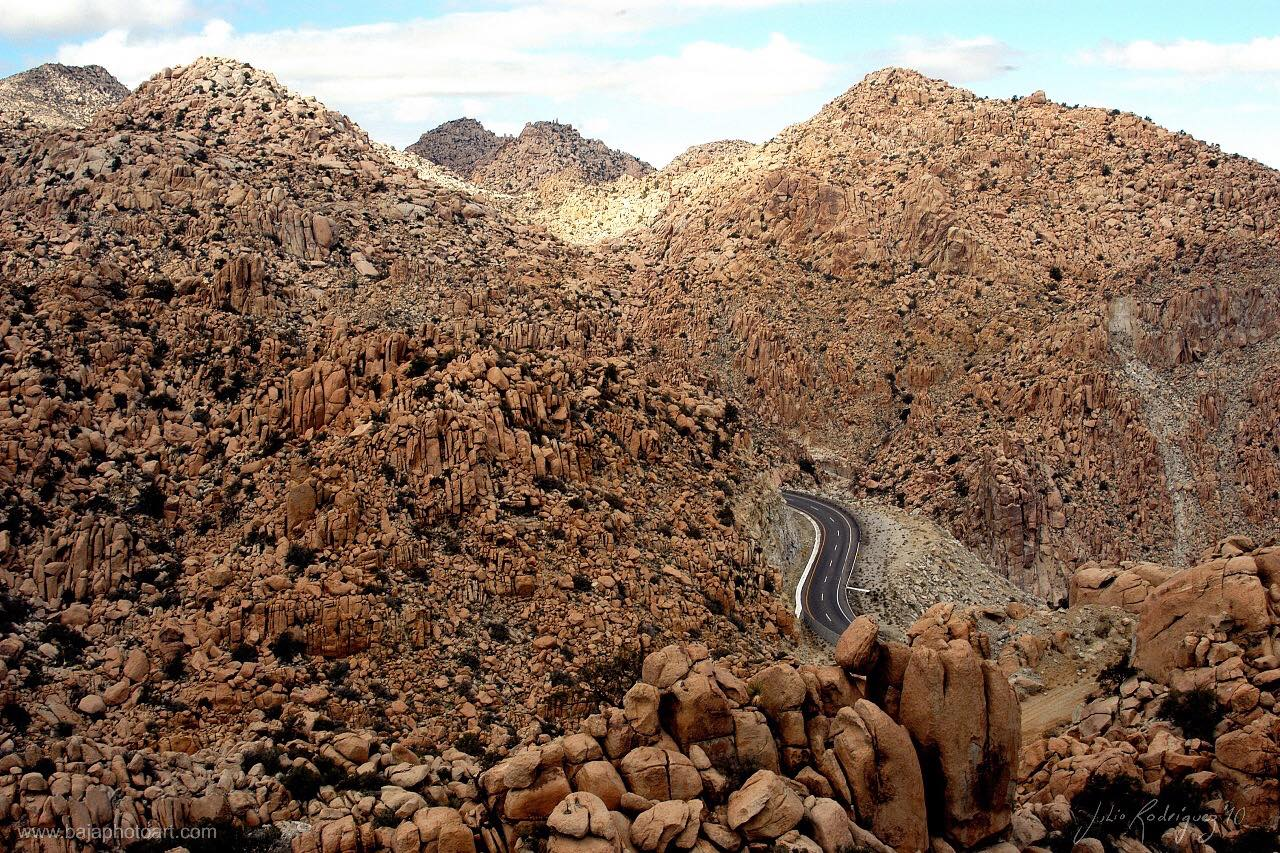

## وصلات خارجية
- الموقع الرسمي